# Madhuca tubulosa
Madhuca tubulosa är en tvåhjärtbladig växtart som beskrevs av Herman Johannes Lam. Madhuca tubulosa ingår i släktet Madhuca och familjen Sapotaceae. Inga underarter finns listade i Catalogue of Life.